# Lista de campeãs do carnaval de Manaus - Grupos de acesso
Esta é uma lista sobre escolas de samba campeãs de todas as divisões de acesso do Carnaval de Manaus.

## Campeãs
| Ano                                           | Grupo | Escola campeã | Enredo | Ref.                 |
| 1984                                          | 2º Grupo | | | [ 1 ]                |
| 1985                                          | 2º Grupo | Mocidade do Beco Ipixuna | Madrugada: 30 anos | [ 2 ]                |
| 1986                                          | 2º Grupo | Reino Unido | Eduardo Ribeiro, O Pensador | [ 3 ]                |
| 1987                                          | 2º Grupo | Guerreiros do Vinho | | [ 4 ]                |
| 1988                                          | 2º Grupo | Guerreiros do Vinho | | [ 5 ]                |
| 1989                                          | 2º Grupo | Balaku Blaku | No Esplendor do Carnaval | [ 5 ]                |
| 1990                                          | 2º Grupo | Balaku Blaku | O Mundo Encantado de Charles Chaplin                                                                                                 | [ 5 ]                |
| Não houve divisão de acesso entre 1991 e 1995 | | | |                      |
| 1996                                          | 1 | Mocidade do Coroado | Rudá! Amor e Paz | [ 6 ]                |
| 1997                                          | 1 | Mocidade do Coroado | Força e Arte de uma Raça! | [ 7 ]                |
| 1998                                          | 1 | Mocidade do Coroado | A Viagem dos Sonhos! | [ 8 ]                |
| 1998                                          | 2 | Gaviões do Parque | | [ 8 ]                |
| 1999                                          | As agremiações Andanças de Ciganos, Presidente Vargas e Primos da Ilha desfilaram como escolas do Grupo de Acesso, mas sem concorrer | As agremiações Andanças de Ciganos, Presidente Vargas e Primos da Ilha desfilaram como escolas do Grupo de Acesso, mas sem concorrer | As agremiações Andanças de Ciganos, Presidente Vargas e Primos da Ilha desfilaram como escolas do Grupo de Acesso, mas sem concorrer | [ 8 ]                |
| 2000                                          | 1 | Andanças de Ciganos | | [ 9 ]                |
| 2000                                          | 1 | Ipixuna | 500 Anos de Brasil, De Lá para Cá, Ziriguidum Obá Obá! Where Samba Yayá - A História da Imigração                                    | [ 9 ]                |
| 2000                                          | 1 | Presidente Vargas | | [ 9 ]                |
| 2000                                          | 1 | Primos da Ilha | Dez anos de Amor ao Carnaval | [ 9 ]                |
| 2001                                          | 1 | Primos da Ilha | Manaus: Terra de bambas | [ 10 ]               |
| 2001                                          | 2 | Gaviões do Parque | | [ 10 ]               |
| 2002                                          | 1 | Primos da Ilha | Zé Pretinho | [ 11 ]               |
| 2002                                          | 2 | Gaviões do Parque | Raça 100 % Mengão e Fibra Young Flu com Emoção                                                                                       | [ 5 ]                |
| 2003                                          | 1 | Andanças de Ciganos | Baile de Máscaras | [ 12 ]               |
| 2003                                          | 2 | Gaviões do Parque | No Vôo da Dança, Manaus em Festa | [ 5 ]                |
| 2004                                          | 1 | Primos da Ilha | Tudo a Ver | [ 13 ]               |
| 2004                                          | 2 | Mocidade da Raiz | | [ 13 ]               |
| 2005                                          | Especial - Convidadas | Primos da Ilha | Primos da Ilha comemora 15 Anos de Carnaval                                                                                          | [ 5 ]                |
| 2005                                          | 1 | Andanças de Ciganos | Ciganeando Eu Vou | [ 14 ]               |
| 2005                                          | 2 | Mocidade da Raiz | Balada na Floresta a Bicharada está em Festa                                                                                         | [ 14 ]               |
| 2006                                          | Especial - Convidadas | Presidente Vargas | Um Pequeno Grão de Areia, Uma Duna de Sabedoria. Sinésio Campos Hoje é o Rei Desta Folia                                             | [ 15 ]               |
| 2006                                          | 1 | Andanças de Ciganos | Nas Andanças com Amor e Emoção Bate Forte Coração                                                                                    | [ 15 ]               |
| 2006                                          | 2 | Império do Havaí | Rivaldo Pereira de Jesus | [ 15 ]               |
| 2007                                          | Acesso | Presidente Vargas | Nova Olinda do Norte | [ 16 ] [ 17 ]        |
| 2007                                          | 2 | Acadêmicos da Cidade Alta | Raízes Caboclas | [ 16 ] [ 17 ]        |
| 2008                                          | Acesso | Mocidade do Coroado | Novo Airão, um município de encantos e belezas!                                                                                      | [ 18 ]               |
| 2008                                          | 2 | Dragões do Império | A Lua, Seus Mistérios, Encantos e Lendas Amazônicas                                                                                  | [ 18 ]               |
| 2008                                          | 3 | Tradição Leste | | [ 18 ]               |
| 2009                                          | Acesso | Império da Kamélia | São Jorge - O Guerreiro da Arte, do Amor e da Fé                                                                                     | [ 19 ]               |
| 2009                                          | B | Vila da Barra | No Orquidário da Folia, Vila da Barra é luz, é cor, é alegria                                                                        | [ 20 ]               |
| 2010                                          | A | Unidos do Coophasa | Codajás do Açaí - Terra de Bravos Guerreiros                                                                                         |                      |
| 2010                                          | B | Gaviões do Parque | A Saga do Boi Bumbá Mina de Ouro – Primeiro Bumbá de Manaus                                                                          |                      |
| 2011                                          | Acesso | Dragões do Império | E Agora eu Vou... Ao Vivo e a Cores!                                                                                                 |                      |
| 2011                                          | B | Vila da Barra | Rio Solimões de Lendas e Mitos, Vila da Barra te Exalta                                                                              |                      |
| 2012                                          | Acesso A | Presidente Vargas | Dona Flor | [ 21 ] [ 22 ]        |
| 2012                                          | Acesso B | Unidos do Coophasa | Abençoada pelos Deuses - O Pão Líquido é Cerveja                                                                                     | [ 21 ] [ 22 ]        |
| 2012                                          | Acesso C | Gaviões do Parque | ADFAM: Luta e Conquista Apoteótica Folclórica                                                                                        | [ 21 ] [ 22 ]        |
| 2013                                          | Acesso A | Andanças de Ciganos | São Jorge, o Guerreiro da Fé | [ 23 ] [ 24 ]        |
| 2013                                          | Acesso B | Beija-Flor do Norte | Mutirão: 25 Anos de Amor e União | [ 23 ] [ 24 ]        |
| 2013                                          | Acesso C | Unidos da Cidade Nova | Candomblé | [ 23 ] [ 24 ]        |
| 2014                                          | Acesso A | Império da Kamélia | Celebrando a cultura . . . Kamélia brinca as festas do meu Amazonas                                                                  | [ 25 ]               |
| 2014                                          | Acesso B | Império do Havaí | Omar: Responsabilidade e Seriedade                                                                                                   | [ 25 ]               |
| 2014                                          | Acesso C | Vila da Barra | Café, o mito, a história, uma mania que percorreu o mundo e chegou ao Brasil                                                         | [ 25 ]               |
| 2015                                          | Acesso A | Primos da Ilha | Jander Lemos: A mente cria, o desejo atrai, e a fé realiza                                                                           | [ 26 ] [ 27 ]        |
| 2015                                          | Acesso B | Vila da Barra | Dança: a arte, a magia, o sobrenatural. Vila da Barra encanta o carnaval                                                             | [ 26 ] [ 27 ]        |
| 2015                                          | Acesso C | Legião de Bambas | Eu quero a paz no trânsito | [ 26 ] [ 27 ]        |
| 2016                                          | Acesso A | Vila da Barra | A Saga de Ziza Martins, Senhora de Si, Mulher Guerreira na Arte de Educar                                                            | [ 28 ]               |
| 2016                                          | Acesso B | Unidos da Cidade Nova | Sou Soberana. Sou Emoção. Sou Alegria, Força, Raça e Paixão. 21 vezes no Pódio da Consagração                                        | [ 28 ]               |
| 2016                                          | Acesso C | Mocidade do Coroado | A Saga de um Ribeirinho Educador ao Grande Governador que se tornou                                                                  | [ 28 ]               |
| 2017                                          | Acesso A | Primos da Ilha | A Força e a Magia dos 4 Elementos | [ 29 ] [ 30 ] [ 31 ] |
| 2017                                          | Acesso B | Mocidade do Coroado | O Davi que virou Golias, sempre lutando pelo Amazonas e pelas minorias                                                               | [ 29 ] [ 30 ] [ 31 ] |
| 2017                                          | Acesso C | Tradição Leste | Do Chaturanga ao Xadrez, a Tradição Leste te leva a raciocinar                                                                       | [ 29 ] [ 30 ] [ 31 ] |
| 2018                                          | Acesso A | Primos da Ilha | Vitória Régia: A Ilha saúda o teu Pavilhão, Berço do Samba, Raiz e Tradição                                                          | [ 32 ] [ 33 ] [ 34 ] |
| 2018                                          | Acesso B | Mocidade do Coroado | Rio Preto da Eva: Uma Nova Era...Uma Nova História                                                                                   | [ 32 ] [ 33 ] [ 34 ] |
| 2018                                          | Acesso C | Tradição Leste | Cláudio Coelho: Em Seu Centenário de Glória, A Tradição Conta a Sua História...                                                      | [ 32 ] [ 33 ] [ 34 ] |
| 2019                                          | Acesso A | Mocidade do Coroado | Tapauá: Filha de um rio de águas brancas, a linda flor deste imenso Brasil                                                           | [ 35 ] [ 36 ] [ 37 ] |
| 2019                                          | Acesso B | Tradição Leste | A Saga de um Brasileiro pela Amazônia: A bronca agora é com a Tradição                                                               | [ 35 ] [ 36 ] [ 37 ] |
| 2019                                          | Acesso C | Legião de Bambas | # ao guerreiro Joacy Castelo, o Jacaré, uma biografia consagrada, o Amigo de Fé                                                      | [ 35 ] [ 36 ] [ 37 ] |
| 2020                                          | Acesso A | Vila da Barra | Fé sem conhecimento é fanatismo – A trajetória de Mestre Adonai                                                                      | [ 38 ] [ 39 ]        |
| 2020                                          | Acesso B | Mocidade da Raiz | Amazônia – Encantos e Magia | [ 38 ] [ 39 ]        |

## Títulos por escola
| Total | Agremiação                       | Anos                                            |
| 8     | Primos da Ilha                   | 2000, 2001, 2002, 2004, 2005, 2015, 2017 e 2018 |
| 5     | Mocidade Independente do Coroado | 1996, 1997, 1998, 2008 e 2019                   |
| 4     | Presidente Vargas                | 2000, 2006, 2007 e 2012                         |
| 3     | Andanças de Ciganos              | 2000, 2003 e 2013                               |
| 2     | Balaku Blaku                     | 1989 e 1990                                     |
| 2     | Guerreiros do Vinho              | 1987 e 1988                                     |
| 2     | Império da Kamélia               | 2009 e 2014                                     |
| 2     | Ipixuna                          | 1985 e 2000                                     |
| 2     | Vila da Barra                    | 2016 e 2020                                     |
| 1     | Dragões do Império               | 2011                                            |
| 1     | Reino Unido da Liberdade         | 1986                                            |
| 1     | Unidos do Coophasa               | 2010                                            |

| Total | Agremiação                       | Anos                          |
| 5     | Gaviões do Parque                | 1998, 2001, 2002, 2003 e 2010 |
| 3     | Vila da Barra                    | 2009, 2011 e 2015             |
| 2     | Andanças de Ciganos              | 2005 e 2006                   |
| 2     | Mocidade Independente da Raiz    | 2004 e 2020                   |
| 2     | Mocidade Independente do Coroado | 2017 e 2018                   |
| 1     | Acadêmicos da Cidade Alta        | 2007                          |
| 1     | Beija-Flor do Norte              | 2013                          |
| 1     | Dragões do Império               | 2008                          |
| 1     | Império do Havaí                 | 2014                          |
| 1     | Tradição Leste                   | 2019                          |
| 1     | Unidos da Cidade Nova            | 2016                          |
| 1     | Unidos do Coophasa               | 2012                          |

| Total | Agremiação                       | Anos              |
| 3     | Tradição Leste                   | 2008, 2017 e 2018 |
| 2     | Legião de Bambas                 | 2015 e 2019       |
| 1     | Gaviões do Parque                | 2012              |
| 1     | Império do Havaí                 | 2006              |
| 1     | Mocidade Independente da Raiz    | 2005              |
| 1     | Mocidade Independente do Coroado | 2016              |
| 1     | Unidos da Cidade Nova            | 2013              |
| 1     | Vila da Barra                    | 2014              |